# Arenales de San Gregorio
Arenales de San Gregorio är en kommun i Spanien.   Den ligger i provinsen Provincia de Ciudad Real och regionen Kastilien-La Mancha, i den centrala delen av landet, 140 km söder om huvudstaden Madrid. Antalet invånare är 700. Arean är 31 kvadratkilometer.
Terrängen i Arenales de San Gregorio är mycket platt.